# Nạp đạn bằng phản lực bắn

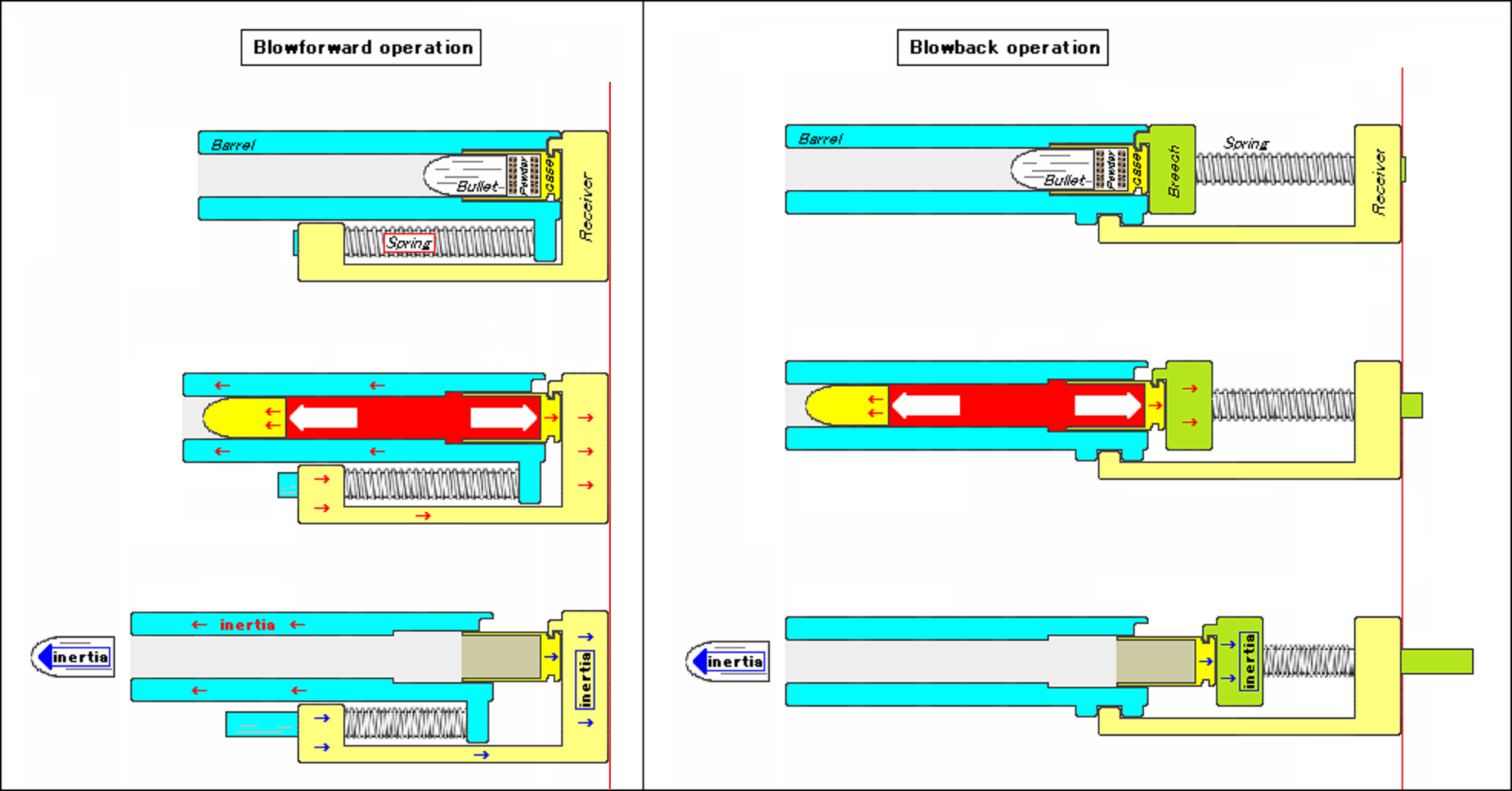
Cơ chế hoạt động cơ bản là phản lực và lò xo.

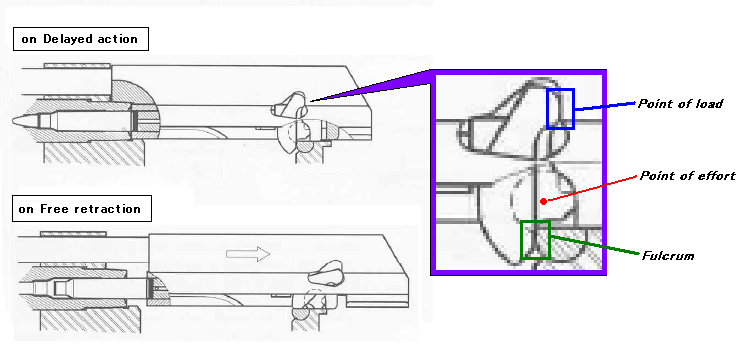

Nạp đạn bằng phản lực bắn (tiếng Anh: Blowback) là một hình thức nạp đạn tự động của các loại súng, nó sử dụng độ phản lực của vỏ đạn bị đẩy về phía sau khi bắn viên đạn ra phía trước để đẩy luôn khóa nòng về phía sau để kéo viên đạn mới vào thế chỗ mà không phải dùng tay để lên đạn.
Nhiều loại hệ thống lên đạn bằng phản lực bắn sử dụng nguyên tắc này, mỗi hệ thống được phân biệt bởi mức năng lượng phát sinh thông qua nguyên tắc phản lực và cách thức tận dụng độ phản lực này để di chuyển khóa nòng. Nhưng hầu hết có chung một nguyên tắc là bộ khóa nòng không bị khóa khi bắn: Quán tính sẽ đẩy khóa nòng về phía sau và lò xo sẽ đẩy nó trở lên phía trước, tùy vào trọng lượng và sức mạnh của loại đạn mà lò xo trong bộ khóa nòng được thiết lập để khóa nòng mở ra đủ lâu để vỏ đạn cũ có thể hoàn toàn được đẩy ra khỏi khoang chứa đạn trước khi đóng lại. Một số bộ khóa nòng được khóa cũng sử dụng hệ thống nạp đạn bằng phản lực bắn nhưng nó sẽ thực hiện chức năng tự động mở khóa khi bắn.
Có nhiều nguyên tắc nạp đạn tự động khác như trích khí (nạp đạn bằng khí nén), nạp đạn bằng sức giật, ...Thường là cho các loại súng tiểu liên, súng máy,...Chẳng hạn như khẩu tiểu liên Thompson.